# هوارد دبليو. ماتسون
هوارد دبليو. ماتسون (بالإنجليزية: Howard W. Mattson)‏ هو كيميائي وصحفي أمريكي، ولد في 15 مايو 1927، وتوفي في 21 مايو 1998 بسبب نوبة قلبية.